# C/A
C/A – drugi album studyjny polskiej raperki, wokalistki i producentki muzycznej Lilu. Wydawnictwo ukazało się 2 grudnia 2011 roku nakładem wytwórni muzycznej MaxFloRec w dystrybucji Mystic Production. Materiał w przeciwieństwie do poprzedniej produkcji Lilu utrzymany jest w stylistyce soul i R&B. Album wyprodukował Olo Mothashipp, instrumentalista klawiszowiec znany z występów w zespole Vavamuffin.
Dodatkowo do płyty został dołączony utwór formacji Emilyrose pt. „Nie czeka na mnie nic”, utrzymany w stylistyce dubstep.

## Lista utworów
Opracowano na podstawie materiału źródłowego.
1. „Boję się” (produkcja: Olo Mothashipp) – 3:35
2. „Mama mówiła” (produkcja: Olo Mothashipp) – 2:59
3. „Please” (produkcja: Olo Mothashipp) – 2:33
4. „The Sound of Now” (gościnnie: Jabaman, produkcja: Olo Mothashipp) – 2:56
5. „Talkin'” (produkcja: Olo Mothashipp) – 4:19
6. „To będzie długa noc” (produkcja: Olo Mothashipp) – 2:40
7. „Nie to nie” (produkcja: Olo Mothashipp) – 2:56
8. „Bezsenność” (produkcja: Olo Mothashipp) – 3:24
9. „Poczekaj na mnie” (produkcja: Olo Mothashipp) – 4:28
10. „Gdzie jesteś?” (produkcja: Olo Mothashipp) – 3:05
11. „Slow Motion” (gościnnie: Ada, Emilia, produkcja: Olo Mothashipp) – 3:24
12. „Znów nie wróciłeś na noc” (produkcja: Olo Mothashipp) – 4:49
13. „Matulu” (produkcja: Olo Mothashipp) – 2:51
14. „Zawsze wracam” (produkcja: Olo Mothashipp) – 3:10
15. „Nevah Before” (produkcja: Olo Mothashipp) – 3:39
16. Emilyrose – „Nie czeka na mnie nic” (utwór dodatkowy; produkcja: DJ BRK) – 4:43